# Cloniatarphes
Cloniatarphes là một chi bướm đêm thuộc họ Erebidae.